# 成澤勝嗣
成澤 勝嗣（なるさわ かつし、1958年 - ）は、日本の美術史家。早稲田大学文学学術院教授。近世日本絵画史専攻。

## 略歴
愛知県名古屋市出身。早稲田大学大学院文学研究科博士前期課程修了。
神戸市立博物館学芸員、神戸市立小磯記念美術館学芸課長を経て、早稲田大学文学学術院准教授。

## 著書
- 『片山楊谷の伝記と画業』 渡辺美術館、2005年5月
- 『土方稲嶺の伝記と画業』 渡辺美術館、2006年3月
- 『島田元旦の伝記と画業』 渡辺美術館、2006年12月
- 『黒田稲皐の伝記と画業』 渡辺美術館、2009年5月
- 『小畑稲升の伝記と画業』 渡辺美術館、2009年12月
- 『もっと知りたい狩野永徳と京狩野』 東京美術、2012年

## 編共書
- 『南蛮屏風集成』 中央公論美術出版、2008年
- 『すぐわかる　人物・ことば別桃山時代の美術』  東京美術、2009年
- 『鳥取藩お抱え絵師・沖家の画業 財団法人渡辺美術館所蔵品調査報告書』 渡辺美術館、2011年3月
- 『橋本秀峰の伝記と画業 財団法人渡辺美術館所蔵品調査報告書』 渡辺美術館、2012年3月